# Khawkinea viriabilis
Khawkinea viriabilis, secondo una classificazione filogenetica (Z.Shi, 1986) è una specie del supergruppo Excavata appartenente alla famiglia Astasiaceae.

## Caratteristiche
Khawkinea viriabilis vive  solo in acqua dolce, ed è stata scoperta da Z. Shi nel 1986, in Cina (Wuhan, lago Doca Hu), allora erroneamente classificata nell'ormai obsoleto phylum Euglenophyta, oggi retrocesso al rango di classe Euglenida.

## Classificazioni alternative
Una classificazione ormai obsoleta inserisce questa specie nella sottofamiglia Euglenoideae, nella famiglia delle Euglenaceae, ordine Euglenales, sottoclasse Euglenophycidae, classe Euglenophyceae, infraphylum Dipilida, subphylum Euglenoida, phylum Euglenozoa, sottoregno Eozoa, Regno Protozoa, Dominio Eukaryota, finché non si è scoperto che tali gruppi sono parafiletici.